# 華碩Eee Pad Transformer
华硕Eee Pad Transformer是台灣電腦廠商華碩生產的平板電腦，使用GoogleAndroid操作系統，於CES2011發表，2011年3月30日推出。
华硕Eee Pad Transformer以「變形金剛」為名稱，因其附設一個另購的鍵盤底座配件，提供全尺寸QWERTY鍵盤及觸控版，接上後平板電腦在外型及功能上就如變身為一部Netbook。

## 硬件
Asus Eee Pad Transformer使用 NVIDIA Tegra 250 1GHz處理器、1GB記憶體、16GB快閃記憶體儲存；10.1吋電容式多點觸控IPS液晶顯示屏（解像度1280 × 800）、後置500萬像素自動對焦鏡頭、前置130萬像素視訊鏡頭。連接介面包括40針專用連接插槽、Mini-HDMI1.3a及3.5mm耳機插孔，及microSD插槽。 

## 軟件
採用Android 3.0 Honeycomb版本操作系統。內建華碩獨家使用介面 Waveshare，包括3項功能：MyNet 讓使用者以電視及打印機等支援DLNA的產品連成網絡，以分享影音檔案；MyCloud 為雲端服務；MyLibrary 則提供電子書內容。

## 外部連結
- 官方网站
- ASUS Eee Pad Transformer Review （页面存档备份，存于）
- Asus Eee Pad Transformer Full Performance Review at HotHardware.com